# 賽普勒斯交通
賽普勒斯在1952年拆除了鐵路，使得現在賽普勒斯的交通依靠公路和海運及空運。2006年，賽普勒斯共和國實際控制區域內的公路總長度達12,118 km。
公路總里程在2018年底達到1.27萬公里，包括257公里的高速公路。截至2020年底，全國私人小型汽車保有量為59.9萬輛，全國平均1.5人擁有1輛私人轎車。駕駛習慣遵從英制。賽普勒斯也是歐洲僅有的四個左側駕駛的國家之一， 路標多用希臘文和英文兩種文字標識。
賽普勒斯的主要公共交通方式是公車。此外賽普勒斯還有單車公用系統。
空运方面，塞浦路斯拥有拉纳卡和帕福斯两个国际机场，提供客运及货运服务，并可进行飞机加油、维修等。2019年，两个机场共运送旅客1127万人次，尽管2020年受到疫情影响，运送旅客数量下降至232万人次。
水运方面，塞浦路斯的主要港口包括利马索尔和拉纳卡两个多用途港口，以及瓦西里科工业港口和莫尼、德克里亚两个油轮码头。这些港口是国际海运航线的重要组成部分，连接塞浦路斯与世界各地。

## 外部連結
- Cyprus bus timetables （页面存档备份，存于）